# 성남초등학교 (경남)
성남초등학교는 대한민국 경상남도 남해군 이동면 남서대로 198-1 (화계리)에 있었던 공립 초등학교이다.

## 연혁
- 1940년 5월 10일 이동공립심상소학교 성남간이학교 개교
- 1980년 3월 1일 병설유치원 개원
- 1991년 3월 1일 금천분교장 편입
- 1996년 3월 1일 성남초등학교로 개칭
- 1999년 9월 1일 폐교